# Endurance (statek)
Endurance – barkentyna uczestnicząca w brytyjskiej Imperialnej Wyprawie Transantarktycznej (1914–1917) pod przewodnictwem Ernesta Shackletona, podczas której statek zatonął.

## Historia

Mapa przedstawiająca przebieg wyprawy Shackletona:
rejs na pokładzie statku „Endurance” z Georgii Południowej w kierunku Antarktydy,
dryf statku w paku lodowym do zatonięcia,
dryf załogi i podróż w szalupach na Elephant Island,
podróź szalupy Shackletona na Georgię Południową

Statek zwodowany został 17 grudnia 1912 roku w norweskiej stoczni Framnæs w Sandefjord. Pierwotnie nazwany „Polaris”, przystosowany był do żeglugi na obszarach arktycznych, zaprojektowany przy udziale belgijskiego polarnika Adriena de Gerlache. Statek miał być wykorzystywany do odbywania rejsów wycieczkowych m.in. na Grenlandię i Spitsbergen, jednak plany te nie zostały zrealizowane.
25 marca 1914 roku jednostkę zakupił brytyjski podróźnik Ernest Shackleton, który nadał jej nazwę „Endurance”. Statek miał wziąć udział w organizowanej przez Shackletona ekspedycji, której celem było przemierzenie drogą lądową Antarktydy. „Endurance” miał dostarczyć uczestników wyprawy na wybrzeże Morza Weddella, skąd psimi zaprzęgami grupa miała się udać przez biegun południowy na przeciwny kraniec kontynentu, nad Morze Rossa. Stamtąd mieli oni powrócić na pokładzie żaglowca „Aurora”.
„Endurance” wyruszył w podróż 8 sierpnia 1914 roku, wkrótce po wybuchu I wojny światowej, z portu w Plymouth, przez Maderę, do Buenos Aires. Załoga liczyła 28 osób, kapitanem statku został Frank Worsley. Po przybyciu do Buenos Aires statek skierował się na Georgię Południową, gdzie dotarł 26 października. Żaglowiec przez nieco ponad miesiąc bazował w stacji wielorybniczej Grytviken, gdzie przeprowadzono ostateczne przygotowania do wyprawy. Statek wyruszył w stronę Antarktydy 5 grudnia.
19 stycznia 1915 roku statek uwięziony został w paku lodowym na Morzu Weddella, w odległości około 100 km od planowanego miejsca lądowania. Stamtąd przez dziewięć miesięcy dryfował wraz z otaczającą go pokrywą lodową w kierunku północno-zachodnim, wzdłuż Wybrzeża Leopolda, a następnie Półwyspu Antarktycznego. Kadłub statku uległ rozbiciu pod naporem lodu. 27 października podjęto decyzję o opuszczeniu pokładu przez załogę, która założyła obóz w pobliżu cały czas unieruchomionej w lodzie jednostki. „Endurance” ostatecznie zatonął 21 listopada. Uczestnicy wyprawy kontynuowali dryf na lodzie w kierunku północnym. 9 kwietnia 1916 roku pokrywa lodowa była wystarczająco rozluźniona by pozwolić załodze na zwodowanie trzech zabranych z pokładu statku szalup i udanie się na wyspę Elephant Island, do której dotarli 15 kwietnia. 24 kwietnia Shackleton, Worsley i czterech innych członków załogi wyruszyło na pokładzie szalupy „James Caird” w kierunku oddalonej o ponad 700 mil morskich Georgii Południowej, skąd zorganizować mieli akcję ratunkową dla 22 osób pozostających na Elephant Island; dotarli tam 10 maja. 30 sierpnia resztę załogi zabrała na pokład chilijska jednostka „Yelcho”. Wszyscy uczestnicy wyprawy ocaleli. 
Wrak statku odnaleziony został 5 marca 2022 roku. Znajduje się na głębokości 3008 m. Szalupa „James Caird” przechowywana jest na terenie londyńskiej szkoły Dulwich College.

## Konstrukcja
„Endurance” był trójmasztową barkentyną o konstrukcji drewnianej. Napęd pomocniczy zapewniał silnik parowy o mocy 350 hp. Długość – 43,9 m, szerokość – 7,5 m, pojemność rejestrowa brutto – 300 RT, prędkość maksymalna – 10,2 węzłów. Statek wyposażony był w oświetlenie elektryczne. W pierwotnej konfiguracji (wycieczkowej) na jego pokładzie znajdowało się 10 kabin pasażerskich.